# Centrale de Mejia
 (mai 2023).
Si vous disposez d'ouvrages ou d'articles de référence ou si vous connaissez des sites web de qualité traitant du thème abordé ici, merci de compléter l'article en donnant les références utiles à sa vérifiabilité et en les liant à la section « Notes et références ».
La centrale de Mejia est une centrale thermique alimentée au charbon dans l'état indien du Bengale-Occidental.